# Евстратовка (Воронежская область)
Евстратовка — село в Россошанском районе Воронежской области.
Административный центр Евстратовского сельского поселения.

## История
Основано в первой половине XVIII века украинскими крестьянами как поселение Меженка. Первоначальное название села происходит от одноимённого названия реки рядом с которой расположилось село. Первое упоминание о населённом пункте датируется 1731 годом. Нынешнее название село получило после перехода в собственность помещика Евстрата Куликовского.

## Население
| 1859 | 1897  | 2010  |
| ---- | ----- | ----- |
| 1424 | ↗2194 | ↘1225 |

Национальный состав
По данным переписи населения 1939 года: украинцы — 68% или 7225 чел., русские — 31,2% или 3313 чел.

## Инфраструктура

### Улицы
| - пер. Школьный - ул. Луговая - ул. Мира - ул. Молодежная - ул. Набережная - ул. Октябрьская | - ул. Первомайская - ул. Пролетарская - ул. Садовая - ул. Советская - ул. Хребтова |

## Известные уроженцы
- Буревой, Кость Степанович (1888 — 1934) — советский украинский поэт, драматург, театровед и литературный критик, переводчик. Революционный деятель.